# 165067 Pauls
165067 Pauls este un asteroid din centura principală de asteroizi.

## Descriere
165067 Pauls este un asteroid din centura principală de asteroizi. A fost descoperit pe 4 martie 2000 la Apache Point Observatory în cadrul programului Sloan Digital Sky Survey. Asteroidul prezintă o orbită caracterizată de o semiaxă mare de 2,70 ua, o excentricitate de 0,22 și o înclinație de 12,3° în raport cu ecliptica.